# أشميت باتيل
أشميت باتيل هو ممثل هندي، ولد في 13 يناير 1978 بمومباي في الهند.

## وصلات خارجية
- أشميت باتيل على موقع IMDb (الإنجليزية)
- أشميت باتيل على موقع ألو سيني (الفرنسية)
- أشميت باتيل على موقع ميوزك برينز (الإنجليزية)
- أشميت باتيل على موقع أول موفي (الإنجليزية)
- أشميت باتيل على موقع قاعدة بيانات الفيلم (الإنجليزية)
- أشميت باتيل على موقع كينوبويسك (الروسية)